# Kipling (Saskatchewan)
Pour les articles homonymes, voir Kipling (homonymie).
Kipling est une ville du Sud de la Saskatchewan au Canada. La ville est nommée en l'honneur de l'auteur britannique Rudyard Kipling.

## Démographie
| 2001  | 2006 | 2011  | 2016  |
| ----- | ---- | ----- | ----- |
| 1 037 | 973  | 1 051 | 1 074 |

## Annexe